# Luisa Margarita de Lorena
Luisa Margarita de Lorena (Blois, 1588-Eu, 30 de abril de 1631) fue la decimotercera hija del duque Enrique I de Guisa y de su esposa, Catalina de Cléveris. Se casó con Francisco de Borbón, príncipe de Conti. Después de su matrimonio se convirtió en princesa consorte de Conti.

## Biografía
Luisa Margarita nació en el castillo de Blois, en Blois, a las afueras de París. Su padre fue Enrique, duque de Guisa, y miembro de la Casa de Lorena. Fue la penúltima de catorce hijos; su hermano Claudio, duque de Chevreuse, era el marido de Marie de Rohan, infame participante de la Fronda. Su hermano mayor, Carlos, fue el último duque de Guisa tras la muerte de su padre en 1588. 
Luisa Margarita era miembro de la Casa de Guisa, una rama cadete de la Casa de Lorena que gobernaba el ducado de Lorena y de Bar. Como tal, ella era una princesa extranjera en la corte francesa. 
Sus nombres derivan de sus dos madrinas; Luisa en honor a Luisa de Lorena, esposa de Enrique III de Francia, y Margarita en honor a Margarita de Valois, primera esposa de Enrique IV. Creció bajo el cuidado de su madre y de su abuela paterna, Ana de Este. 
Luisa Margarita era a menudo considerada una gran belleza en la corte. También era amiga íntima y amante de Enrique IV de Francia, su futuro primo por matrimonio. 
Su futuro marido sería Francisco de Borbón, príncipe de Conti. Era hijo de Luis I de Borbón-Condé y de su esposa, Leonor de Roucy de Roye. Francisco era viudo, habiendo perdido a su primera esposa, Juana de Coësmes, en 1601; no habían tenido descendencia a pesar de haber estado casados por veinte años.
La pareja contrajo matrimonio en el château de Meudon, a las afueras de París, el 24 de julio de 1605; el objetivo era unir a la Casa de Lorena con la Casa de Borbón en el poder. Se decía que Enrique IV, el instigador del matrimonio, había querido casarse con Luisa Margarita pero esto no es probable ya que para cuando ella llegó a la corte, Enrique IV ya estaba enamorado de su amante, Gabrielle de Estrées.
El 8 de mayo de 1610, Luisa Margarita dio a luz a una hija, bautizada como María, en el palacio del Louvre. Esta niña sería la única hija nacida del matrimonio, pero falleció doce días después; fue enterrada en la abadía de Saint-Germain-des-Prés. 
Francisco falleció el 3 de agosto de 1614, dejando viuda a Luisa Margarita a la edad de 26 años. Se dedicó al estudio de la literatura con gran fervor, y también fue benefactora de muchos escritores de su época, incluyendo a François de Malherbe, Nicolás Renouard y Blaise de Vigenère. 
Sirvió como dama de compañía de las reinas María de Médici y Ana de Austria. 
Luisa Margarita contrajo matrimonio con Francisco de Bassompierre en una ceremonia secreta. Se dice que tuvieron un hijo pero existe poca información para verificar esto. Tras el matrimonio vivieron juntos en desgracia, y Luisa Margarita falleció en el castillo de Eu el 30 de abril de 1631, a los 42 o 43 años.
Fue enterrada en la iglesia Colegial de Notre-Dame y San Lorenzo, en Eu, Francia. 
Luisa Margarita está acreditada como la autora de un cuento ficticio sobre los amoríos en la corte de Enrique IV, reescrito y publicado bajo varios títulos que incluyen: Romant reales (1621), Advantures de la cour de Perse (1629), e Histoire des amores du magníficos Alcandre (1651).

## Descendencia
- María (8 de marzo de 1610-20 de marzo de 1610), falleció en la infancia.